# Strein (Adelsgeschlecht)

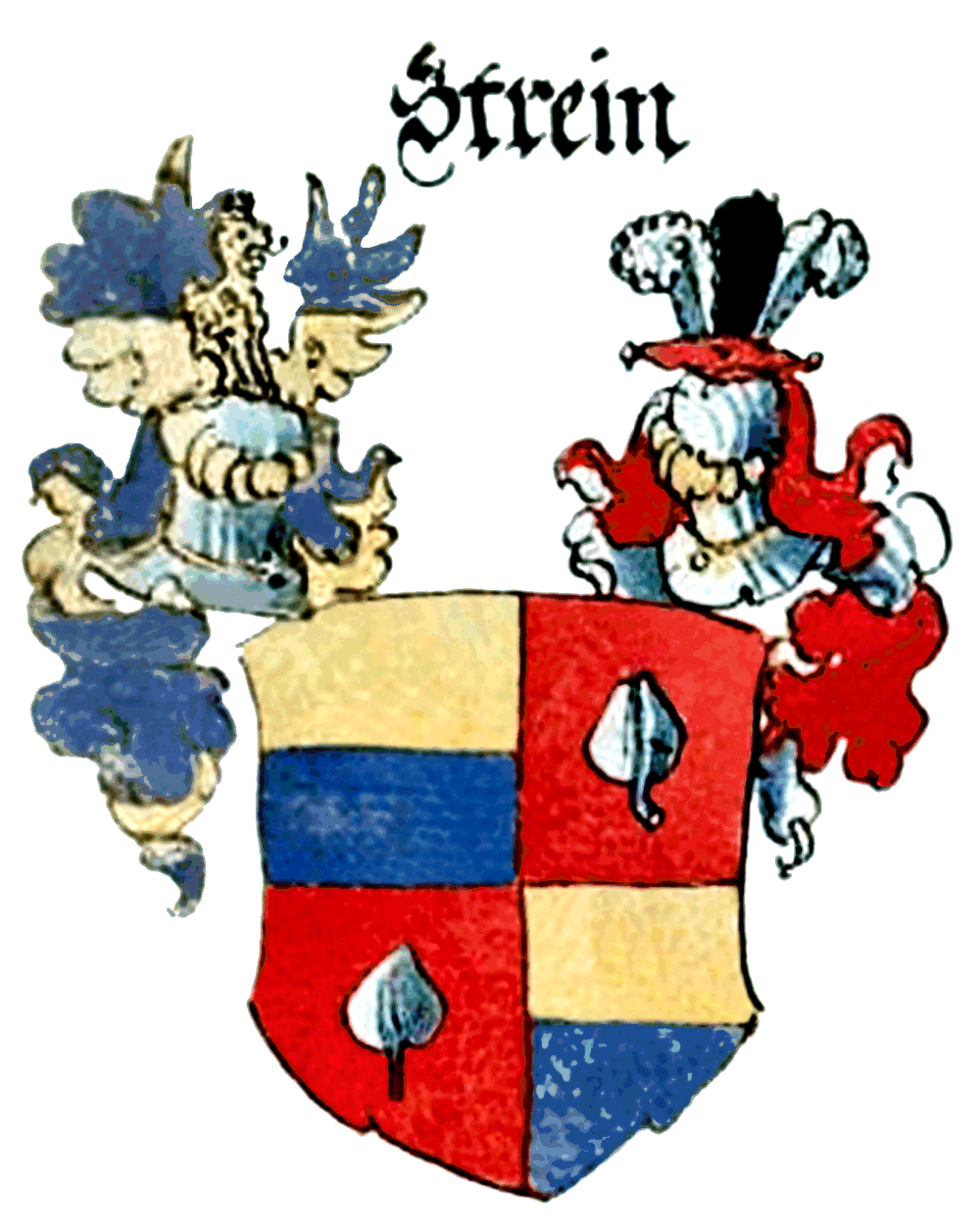
Wappen derer von Strein (Streun) – Wappensammlung – BSB Cod.icon. 307, S. 192.

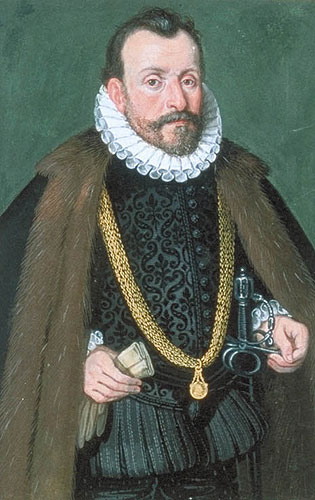
Namensträger derer von Strein (Streun), Reichard Streun zu Schwarzenau (auch von Schwarzenau), österreichischer Adeliger, Historiker und Politiker.

Die Strein (auch Streun) ist der Name eines alten Adelsgeschlechts, das zu den sogenannten Apostelgeschlechter Österreichs sowie zum landständischen niederösterreichischen Adel bzw. niederösterreichischen Uradel gehört.

## Geschichte

### Ursprung mit Ulrich der Ältere von Falkenstein
Das Geschlecht derer von Strein ist im Mannesstamm erloschen. Deren Stammvater war Ulrich der Ältere von Falkenstein (lebte um 1115). Die ersten Nachfahren des Ulrichs Strein von Falkenstein waren Ulrich der Jüngere von Falkenstein (* 1115; † 1143) sowie Hartwig von Falkenstein (* 1118; † ?), der mit Kunigunda (* 1118; † ?) verheiratet war. Diese zeugten zunächst Bernhard von Falkenstein (* 1140; † 1143), der wiederum Ulrich Streun von Falkenstein (* 1160; † 1210), der Helage (* 1178; † ?) heiratete, sowie später Albrecht Streun von Falkenstein (* 1160; † 1178). Albrecht wurde wiederum mit Bertrada vermählt, die nach dessen frühen Tod (1178) verwitwet blieb.

### Ältere Linie Schwarzenau und jüngere Linie Freideck
Es gab eine ältere Linie Schwarzenau und eine jüngere Linie Freideck. Die Ältere Linie Schwarzenau begründet Johann Streun zu Schwarzenau (* ?; † 12. November 1505), der verheiratet war mit Apollonia, der Tochter des Rrs Johann von Rappach und der Elisabeth Häusler an der Höhe Pielach. Sie zeugten zwei Kinder, Wolfgang, der die Linie weiterführte, und Elisabet, später Aebtissin der Klarissinnen zu Wien. Die Linie Schwarzenau führte von Wolfgang Streun zu Schwarzenau weiter über Veit Streun zu Schwarzenau sowie Gotthard Streun zu Schwarzenau und Gabriel Streun zu Schwarzenau.
Die jüngere Linie Freideck begründete Heinrich der Ältere Streun zu Schwarzenau auf Freideck und Pfaffenschlag (* ?; † 1490), der dreimal verheiratet war. In erster Ehe vermählt war Heinrich mit Apollonia, der Erbtochter des Rudolf von Tiernstein auf Hartenstein und in der Wachau sowie der Dorothea von Puchheim an der Höhe Göllersdorf. Sie zeugten u. a. Johann, welcher die Linie weiterführen sollte. Johann Streun zu Schwarzenau auf Freideck, Pielach, Hartenstein, Dürnstein und in der Wachau (* ?; † 1499) hinterließ seiner Frau Amalia, Tochter des Siegmund von Volkenstorf und der Anna von der Alm, insgesamt fünf Kinder. Das zweite Kind, Heinrich der Jüngere, sollte die Linie in Form des älteren Astes Freideck weiterführen, das dritte Kind Wolfgang dagegen den jüngeren Ast Hartenstein.

### Älterer Ast Freideck und jüngerer Ast Hartenstein
Aus den Linien Schwarzenau und Freideck leitete sich ein älterer Ast Freideck sowie ein jüngerer Ast Hartenstein ab. Heinrich der Jüngere Streun zu Schwarzenau auf Freideck und Hirschbach war der Begründer des älteren Astes Freideck, der 1598 erlosch. Wolfgang Streun zeugte aus erster Ehe mit Anna, Tochter des Sebastian Freiherren von Hohenfeld zu Kirchberg am Walde und der Barbara von Zinsenberg und Pottendorf an der Höhe Nieder-Hauseck sechs Kinder, unter ihnen Wolfhart, der den älteren Zweig Neu-Ungarschitz weiterführen sollte, sowie Reichard der Ältere, Begründer des Jüngeren Zweiges Hartenstein.

### Älterer Zweig Neu-Ungarschitz und jüngerer Zweig Hartenstein
Aus den Ästen Freideck und Hartenstein wiederum leiteten sich ein älterer Zweig Neu-Ungarschitz sowie einen jüngeren Zweig Hartenstein.
Johann Wolfhart von Streun zu Schwarzenau auf Pettau, Maires, Hartenstein, Schrems, Freideck, Schönegg, Neu-Serowitz, Vöttau, Czastochotitz, Döschen, Zoppanz, Fratting, Frain und Hafnerluden, kaiserlicher Rat und Regent des Rgts der n.ö. Lande (* 1534; † 8. März 1614 auf Neu-Ungarschitz), war in erster Ehe verheiratet mit Eva, Tochter des Ehrenreich von Trauttmansdorff auf Trautenberg und Leutschach und der Elisabeth Lang von Wellenburg. Sie zeugten Wolfgang Ehrenreich unter anderen Kindern. Wolfgang Ehrenreich von Streun zu Schwarzenau auf Maires, Ungarschitz und Fratting, ehzl. Mundschenk, kaiserlicher Rittmeister (* 1561; † 1613), führte den älteren Zweig weiter.
Reichard der Ältere Streun Freiherr zu Schwarzenau (* 10. Oktober 1538; † 8. November 1600 auf Freideck) war seit 10. Juli 1573 zu Hartenstein, Dürnstein und im Thale Wachau, auf Ober-Stockstall, Haugsdorf, Weinberg, Vösendorf, Weissenkirchen, Schönegg, Ernegg, Gobelsburg, Haindorf, Groß-Schweinbarth und Paasdorf. Er hatte viele Ämter inne (z. B. Oberster Kanzler, Kammerpräsident) und wurde mit Katharina vermählt, Tochter des Rrs Jakob von der Dürr auf Thernberg, Pernstein und Brunn am Steinfelde und der Margareta von Haselbach.

### Besitztümer
Besitzungen in Niederösterreich:
- Schloss Schwarzenau, von 1261 bis 1636 im Besitz der Familie
- Schloss Thürnthal (Schloss in Österreich) war 1569 urkundlich im Besitz des Hofkammerpräsidenten Reichard Streun von Schwarzenau.[1]
- Schloss Ernegg, um 1596, Streun von Schwarzenau[2]
- Burg Falkenstein (Niederösterreich), nach den Babenberger Lehen im Besitz der Familie Streun[2]
- Schloss Freydegg, auch Freidegg, in der Gemeinde Ferschnitz, einst prunkvoller Bau des Reichard Streun von Schwarzenau um 1575, im Besitz bis 1615[3]
- Schloss Hirschbach, in Gmünd, Hirschbach (Niederösterreich), 1470 bis 1612 im Besitz der Grafen Streun, heute nicht mehr als Schlossanlage erkennbar, und neben Wohnungen sitzen im alten Gebäude die Volksschule und die alte Schlosskappel ist heute die Pfarrkirche[4]

Sonstige Besitzungen:
- Palais Starhemberg (Bundesministerium für Kunst und Bildung), auch der von den Zelkingern erbaute Palais war im Anschluss im Besitz derer von Strein[5]
- Burg Arnholz, Ansitz in Pfons (früher: Narrenholz, Nornholz, Ahrnholz), im 14.–15. Jahrhundert im Besitz der Streun[6]
- Burg Bítov (deutsch Schloss Vöttau), Gemeinde Bítov im Bezirk Znojmo in Tschechien, ab 1576 Burg und Herrschaft der Strein (Streun) von Schwarzenau

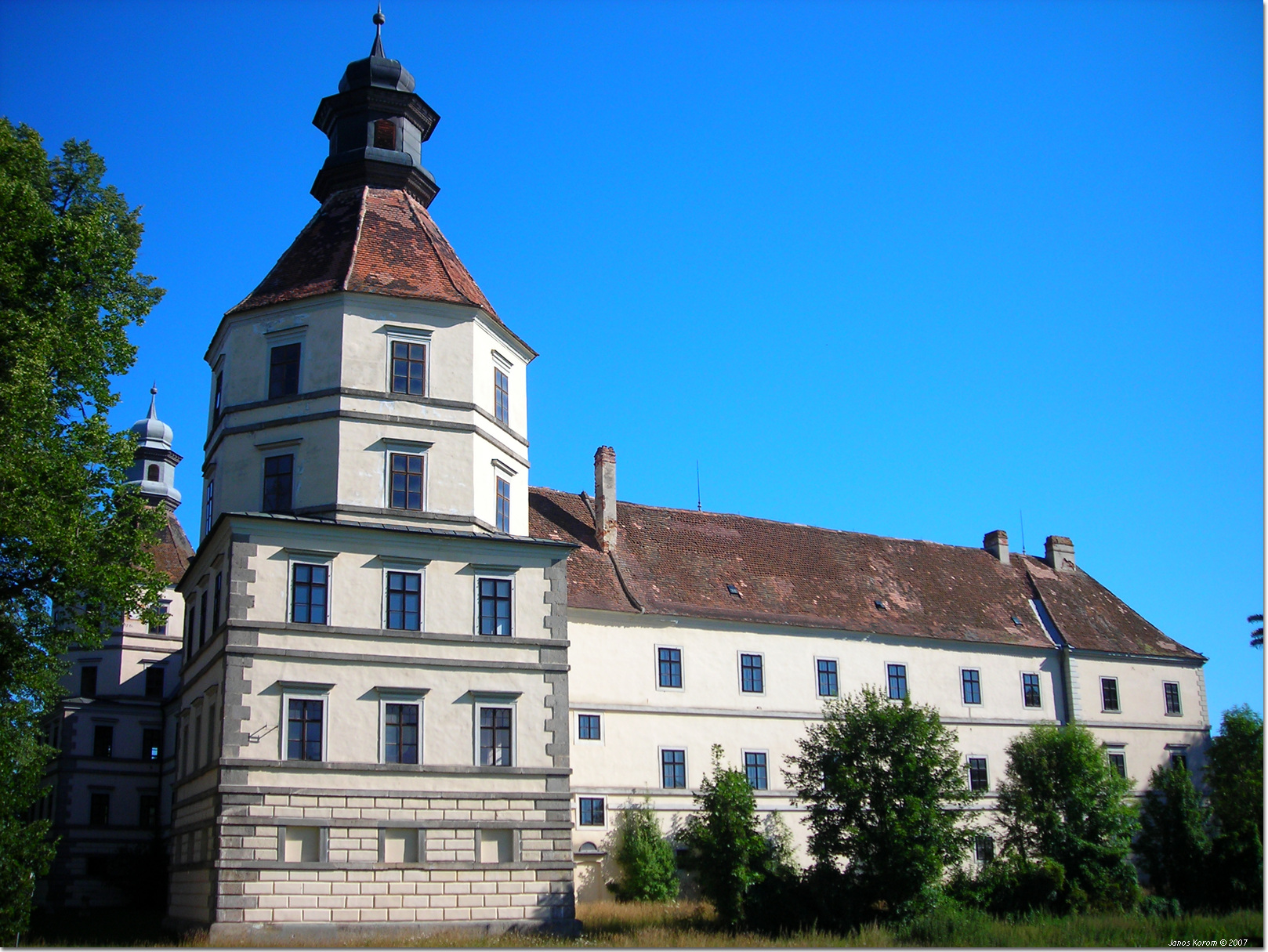
Schloss Schwarzenau (Waldviertel) in der Gemeinde Schwarzenau (Niederösterreich) war über 350 Jahre im Besitz der Familie Strein (Streun) von oder zu Schwarzenau
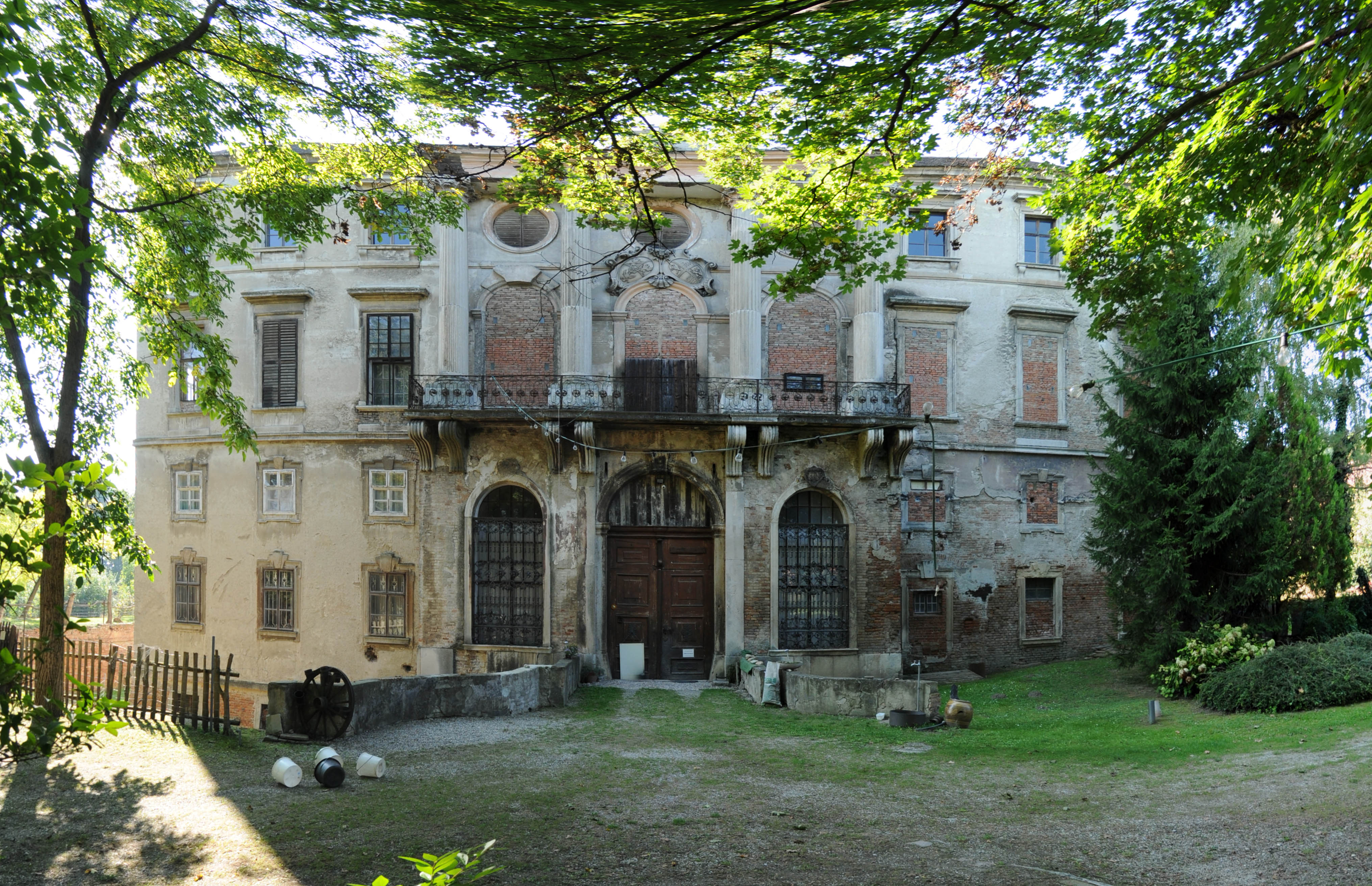
Schloss Thürnthal in der Gemeinde Fels am Wagram im Bezirk Tulln (Niederösterreich), ehemaliger Besitz derer von Strein
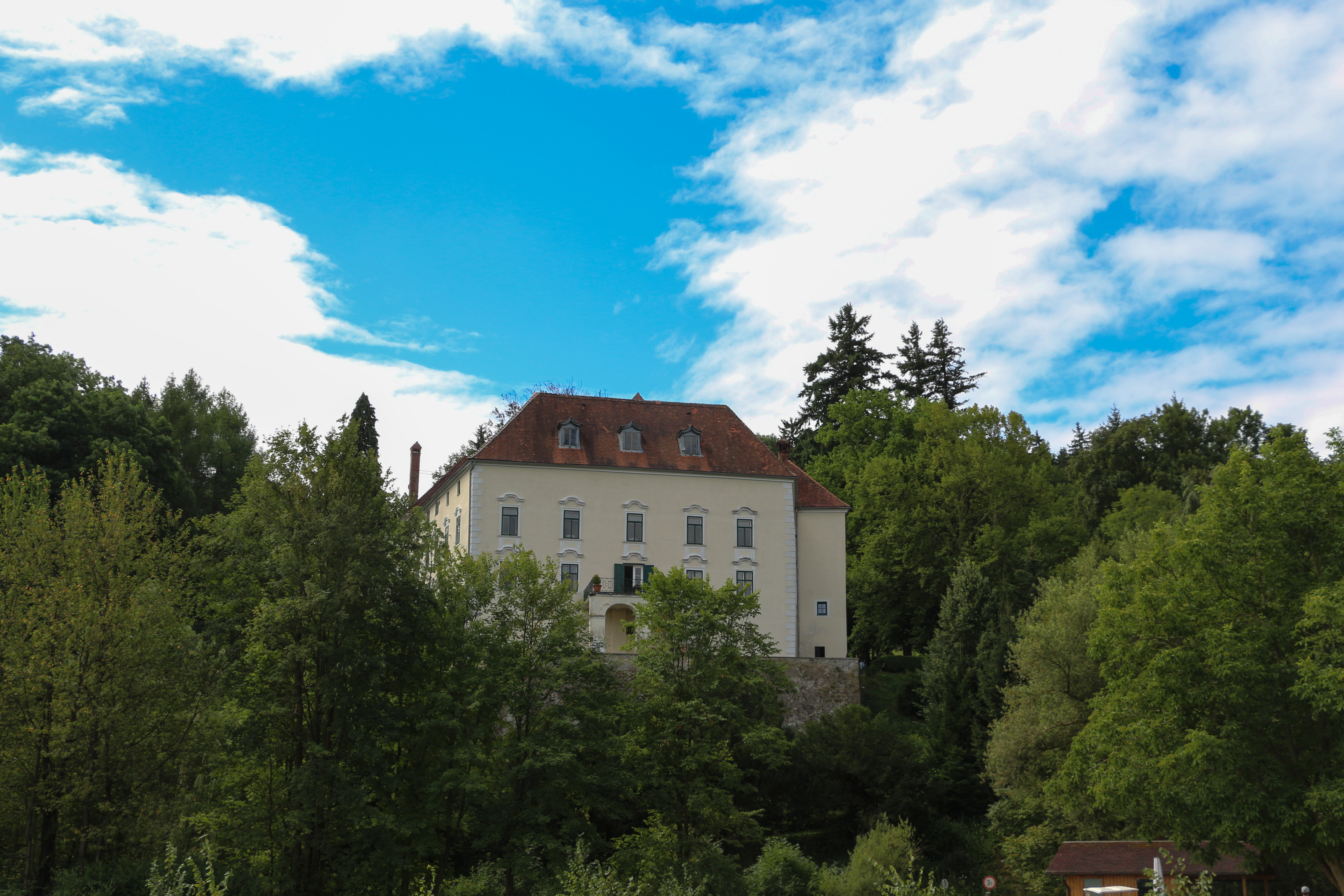
Schloss Ernegg in der Gemeinde Steinakirchen am Forst im Bezirk Scheibbs (Niederösterreich), ehemaliger Besitz derer von Strein (Streun)
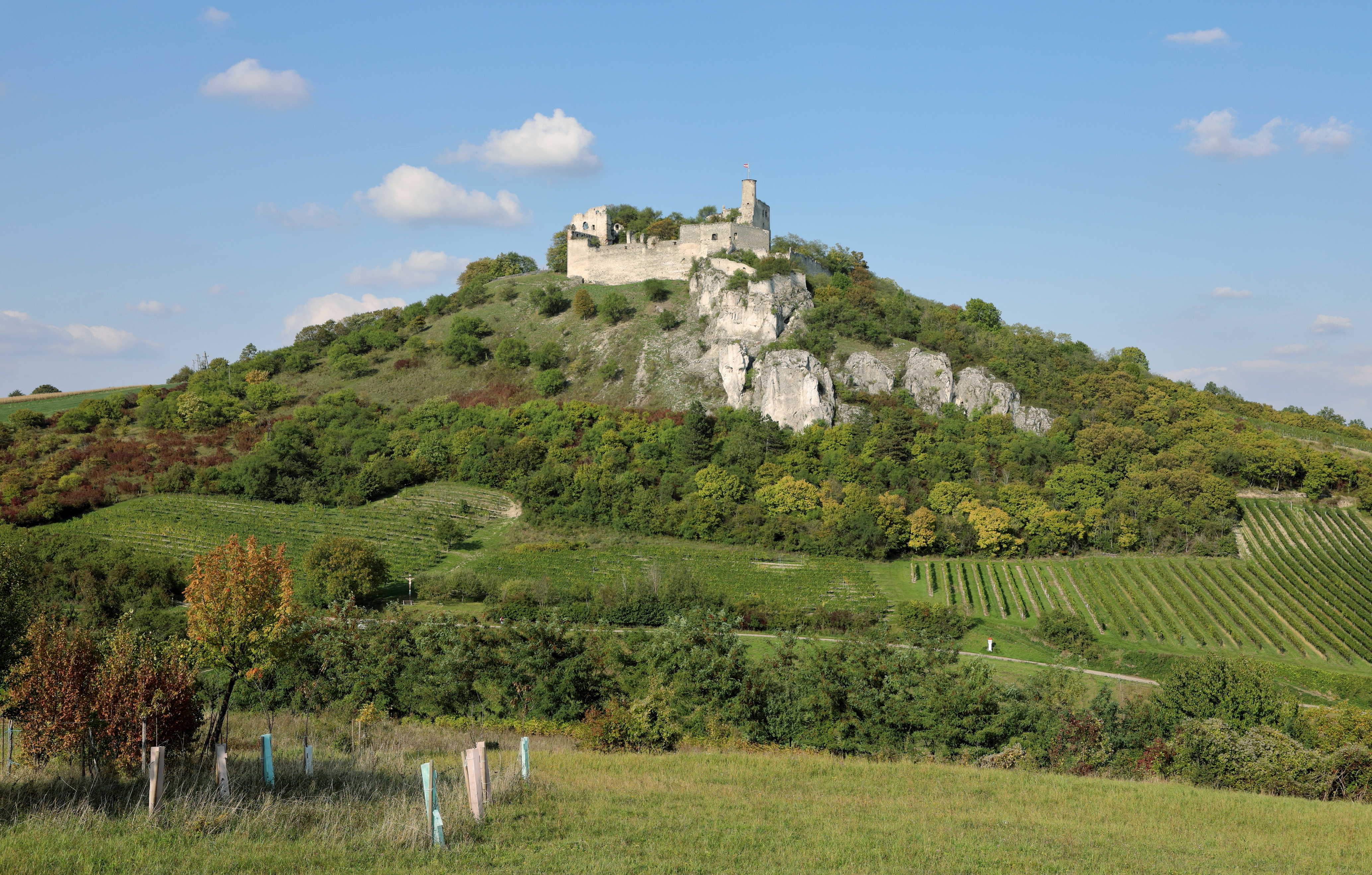
Burg Falkenstein (Niederösterreich), ehemaliger Sitz derer von Strein (Streun)
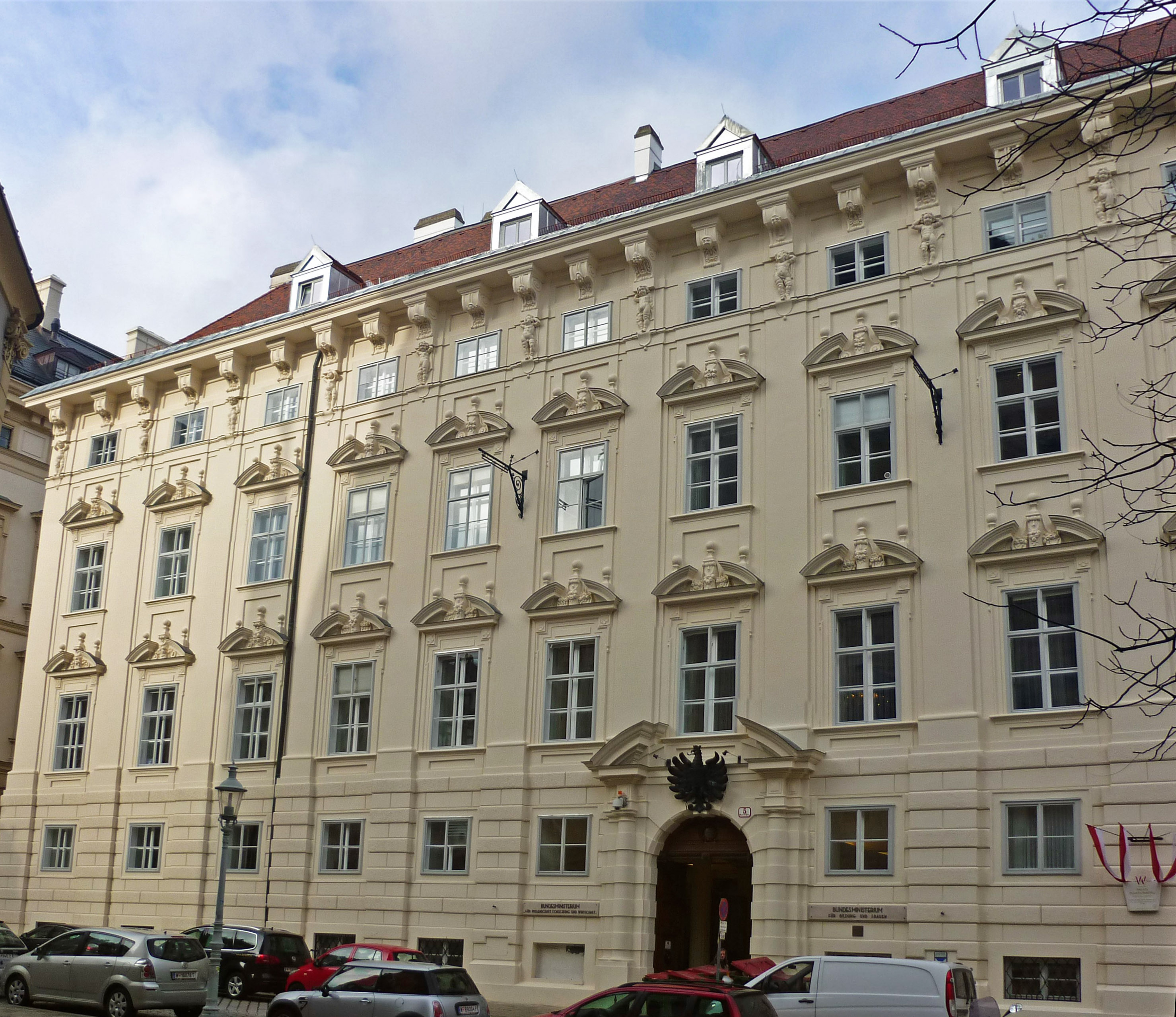
Palais Starhemberg (Minoritenplatz), am Minoritenplatz 5 in Wien, ehemaliger Besitz der Familie Strein (Streun)
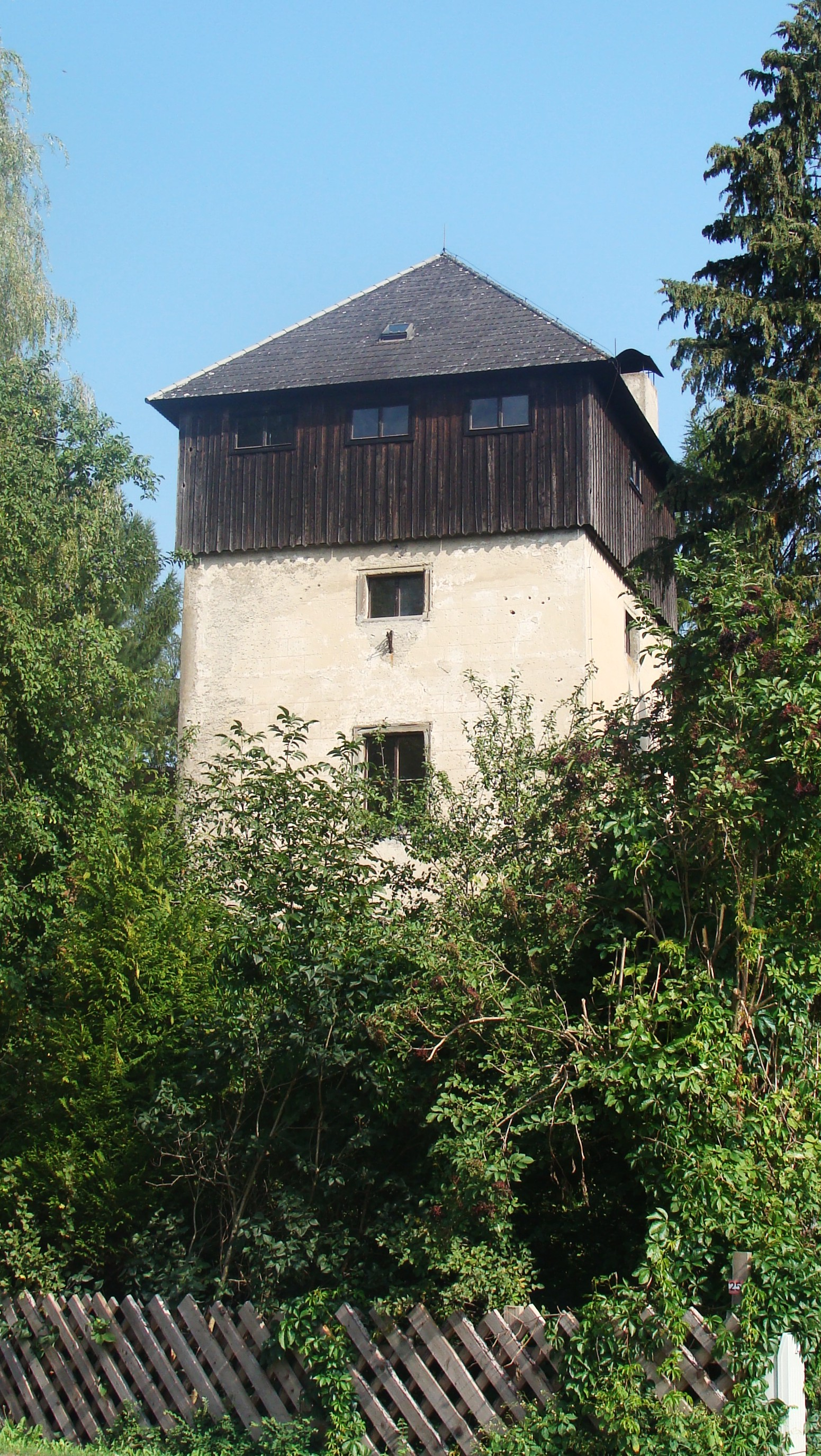
Turm des einstig prunkvollen Schloss Freidegg bei Ferschnitz (Niederösterreich)
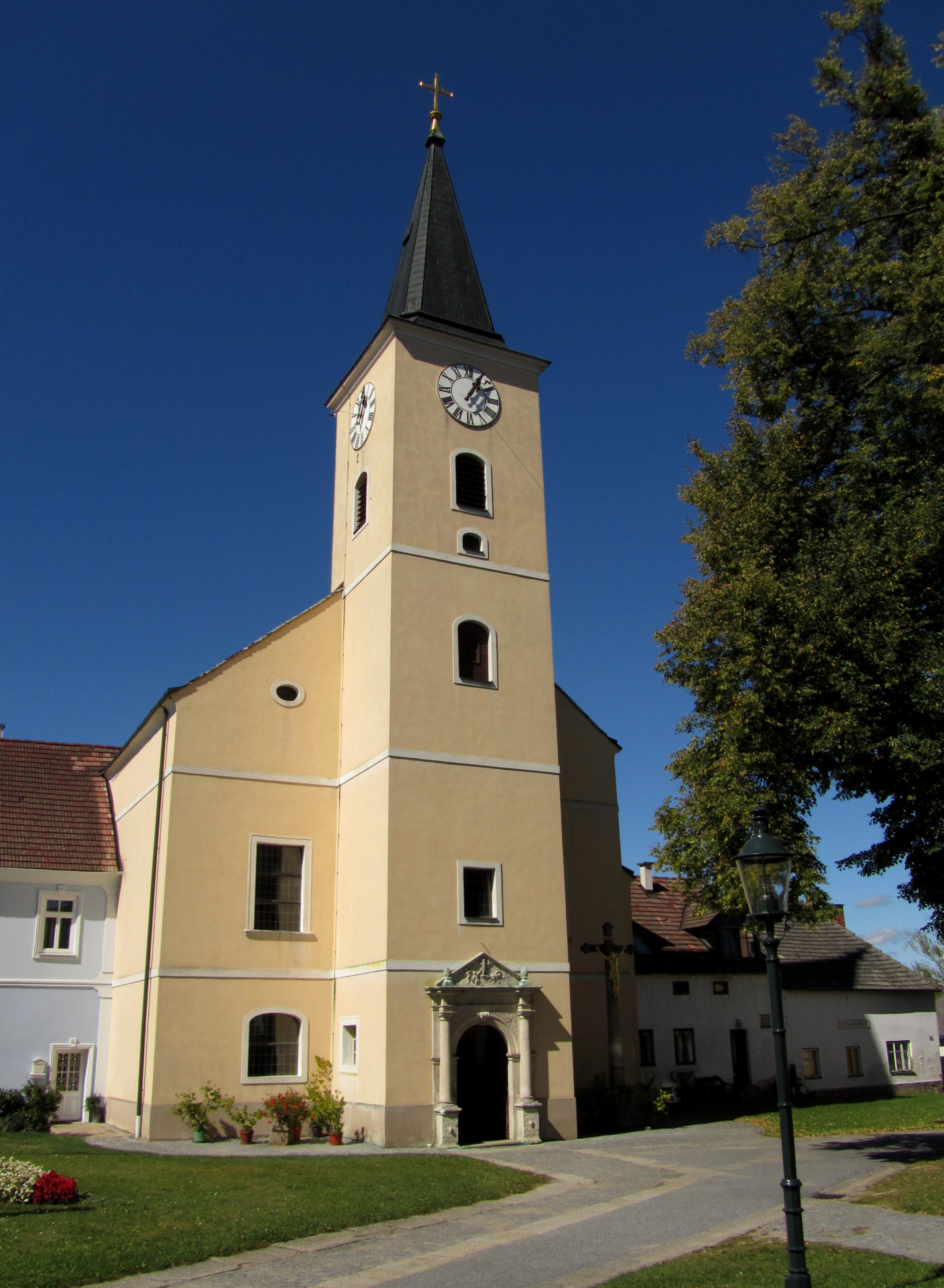
Pfarrkirche Hirschbach in der Gemeinde Hirschbach (Niederösterreich), einst Schlosskapelle von Schloss Hirschbach als Besitz derer von Strein (Streun) (1470 bis 1612)
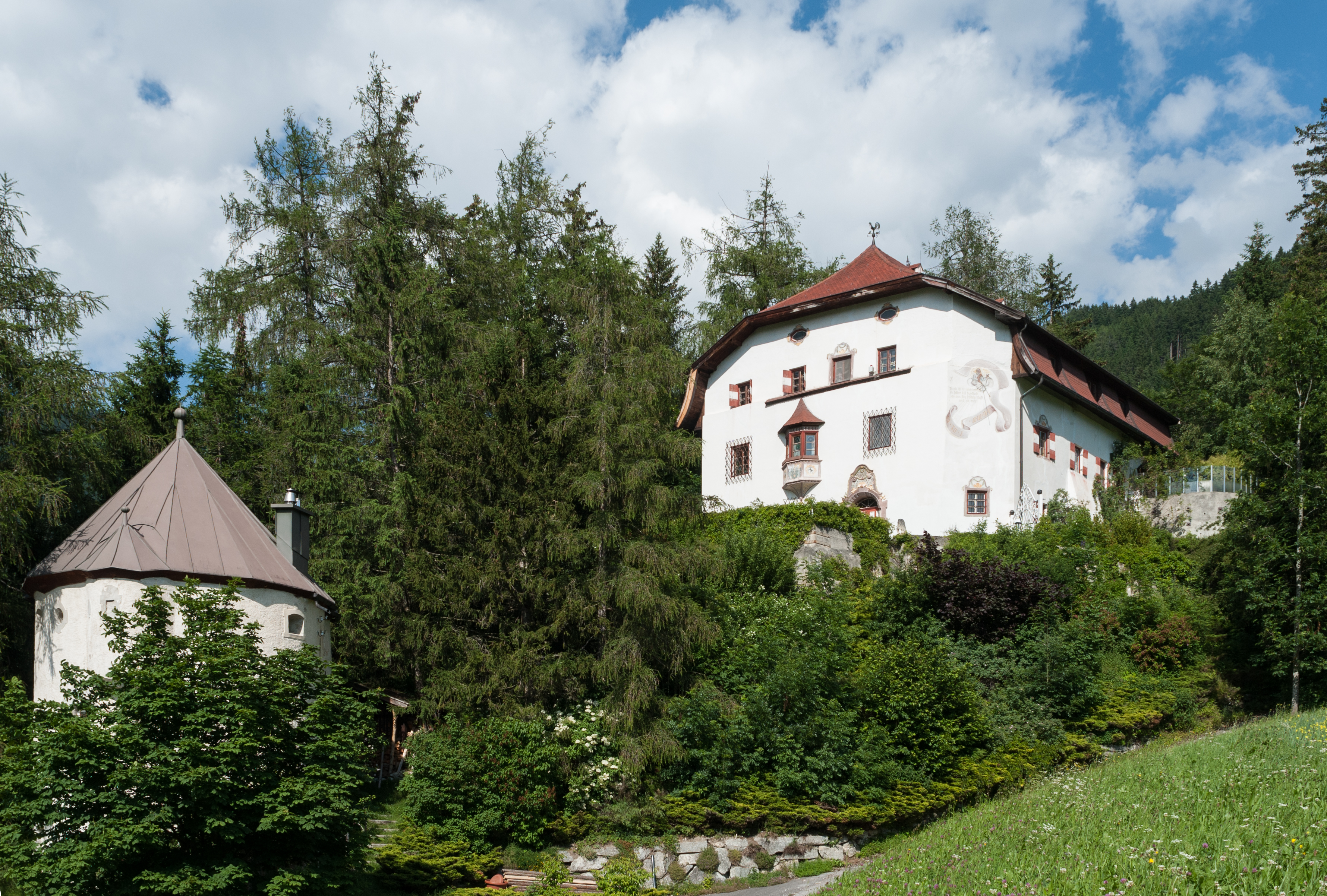
Burg Arnholz in der Gemeinde Pfons, ehemaliger Besitz derer von Strein (Streun)
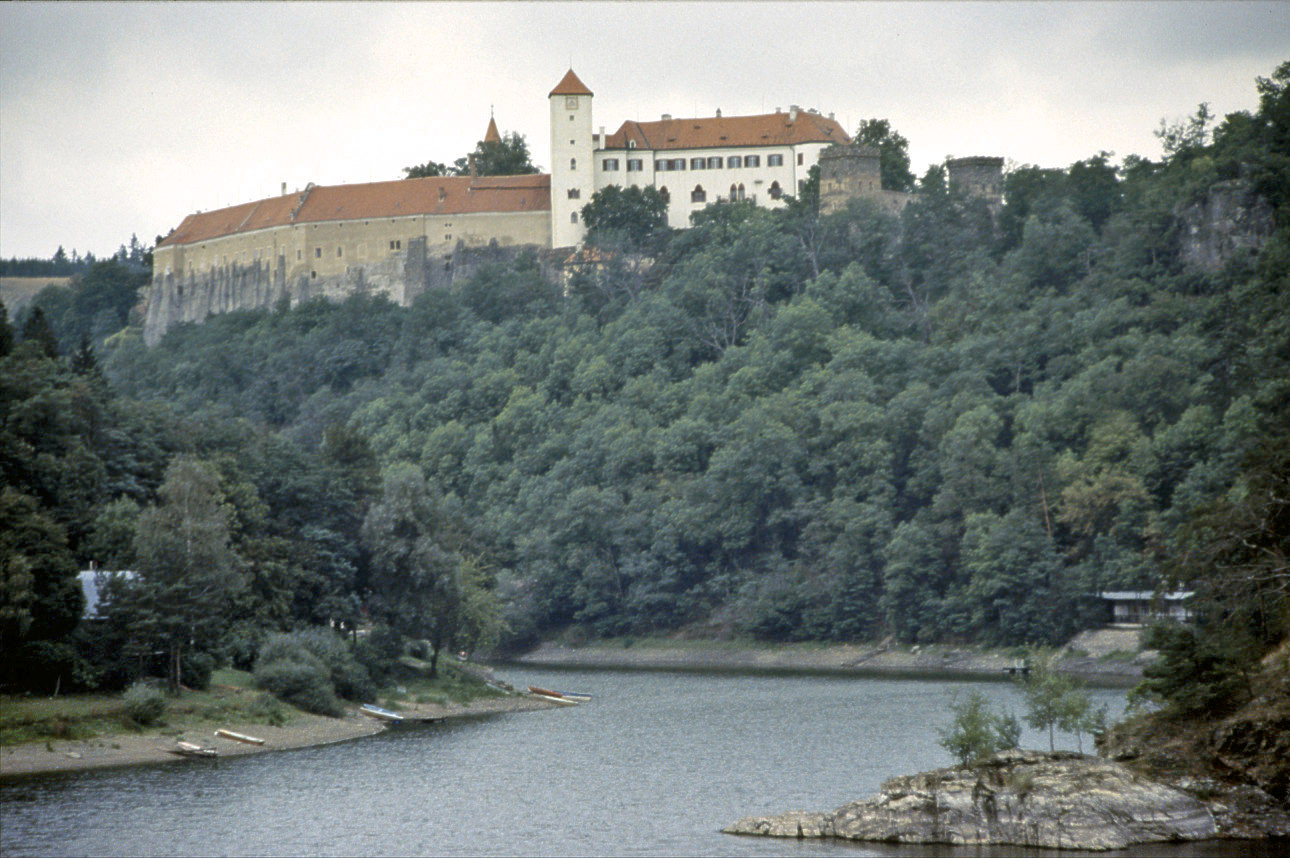
Burg Bítov in der Gemeinde Bítov im Bezirk Znojmo in Tschechien, ehemaliger Besitz derer von Strein (Streun) im 16. Jh.

### Nobilitierungen und dynastische Eheschließungen
Die Herren von Streun gehören als niederösterreichischer Uradel auch zu den zur Zeit der Babenberger (976–1246) schon ansässigen Apostelgeschlechter Österreichs, die der Sage nach die erste Landherrentafel realisierten und mit denen sie sich durch Heirat verbändelten. Einige Namensträger wurden zu Freiherrn und Grafen erhoben. Unter den verschwägerten Familien waren u. a. die Turs von Lichtenfels, Pernstein, Chuenring (Kuenringer), Wildenstein, Scherffenberg, Puchheim, Volkenstorf, Losenstein, Staufeneck, Zelking (Zelkinger) sowie Tiernstein.

## Wappen
Das Siegel von 1261 zeigt einen Balken mit Schildeshaupt. Das Siegel von 1325 zeigt einen Schild, dreimal geteilt (4 Plätze), und der Helm trägt einen mit acht Mohnköpfen an ihren Stielen besteckten Ballen. Das Siegel von 1389 zeigt einen Schild geteilt und der Helm trägt einen Flügel. Das Siegel Heinrichs, der nach 1479 gestorben ist, zeigt einen Schild wie im dritten Siegel beschrieben, der Helm trägt einen rechtsgekehrten, vorwärtssehenden gekrönten St. Markus-Löwen auf die Hinterpranken niedergetan. Ritterstandsmatrikel: In den Tafeln des Wappenbuchs von Siebmacher (Der Niederösterreichische Landständische Adel. Tafeln, S–Z) zeigt das Wappen einen Schild in Blau und Gelb geteilt, und der Helm mit blau-gelber Decke trägt einen großen St. Markus-Löwen wie vorhin, dessen Flügel blau-gelb geteilt sind. Laut Neuer Siebmacher (Mährischer Adel) zeigt sich ein Wappenschild durch einen gelb-blau geteilten Balken geteilt, oben in Rot 2 gestielte silberne Lindenblätter nebeneinander, unten in Silber eine rote Rose; der Helm mit rechts rot-silberne, links blau-silberne Decke trägt auf einem blau-gelb-roten Stammwappen wie der fünfte Wappen, 2 und 3 in Rot ein silbernes Seeblatt am kurzen Stiele senkrecht gestellt (Tiernstein); zwei Helme, der rechte wie bei Wappen fünf, der linke mit rot-silberner Decke trägt auf einem rot-silbernen Wulste einen mit 3 schwarzen Straußenfedern besteckten niederen breitkrämpigen roten runden Hut mit Schnur. Herrenstandsmatrikel: Das Wappen zeigt sich wie vorhin, aber der rechte Helm ist gekrönt.
Wappenvarianten nach Siebmacher und Tyroff

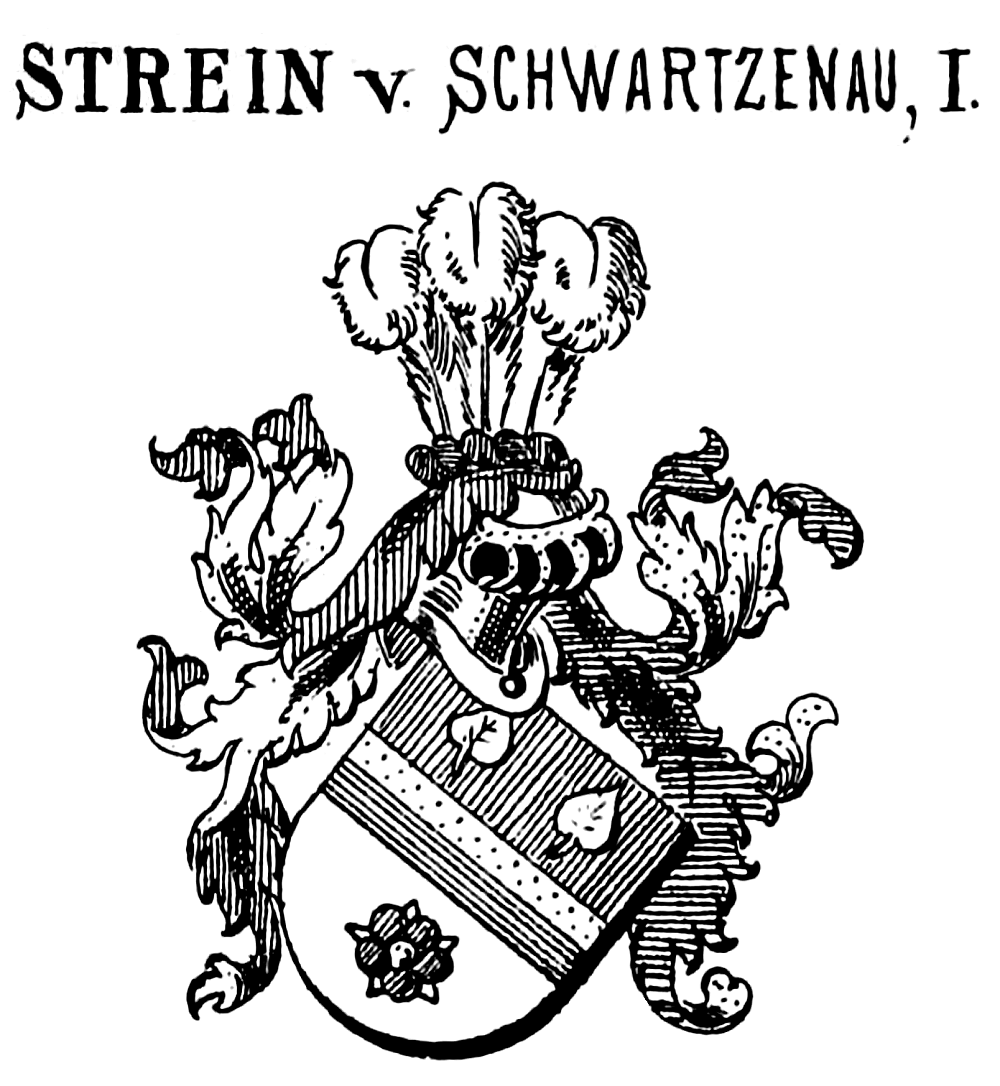
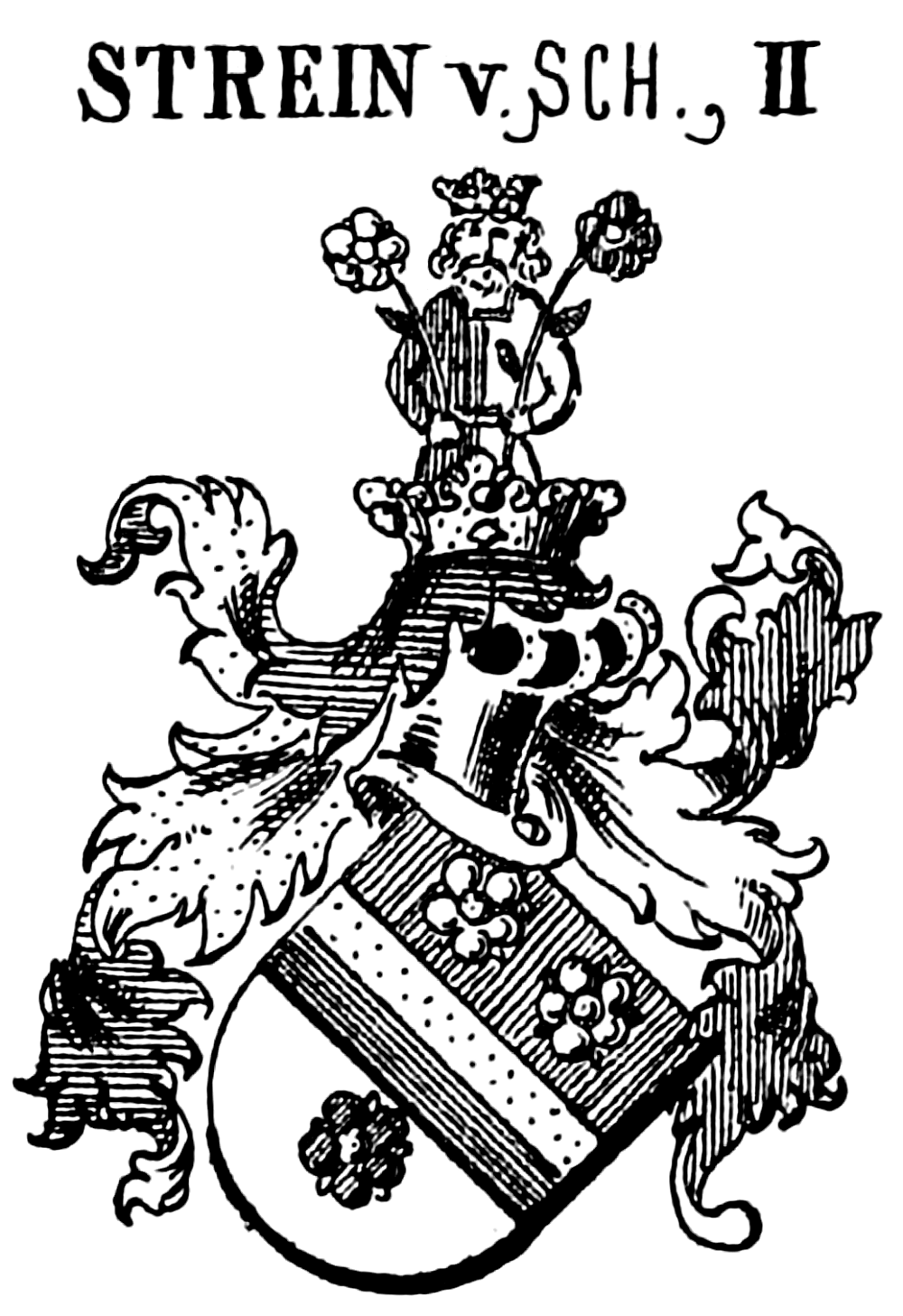
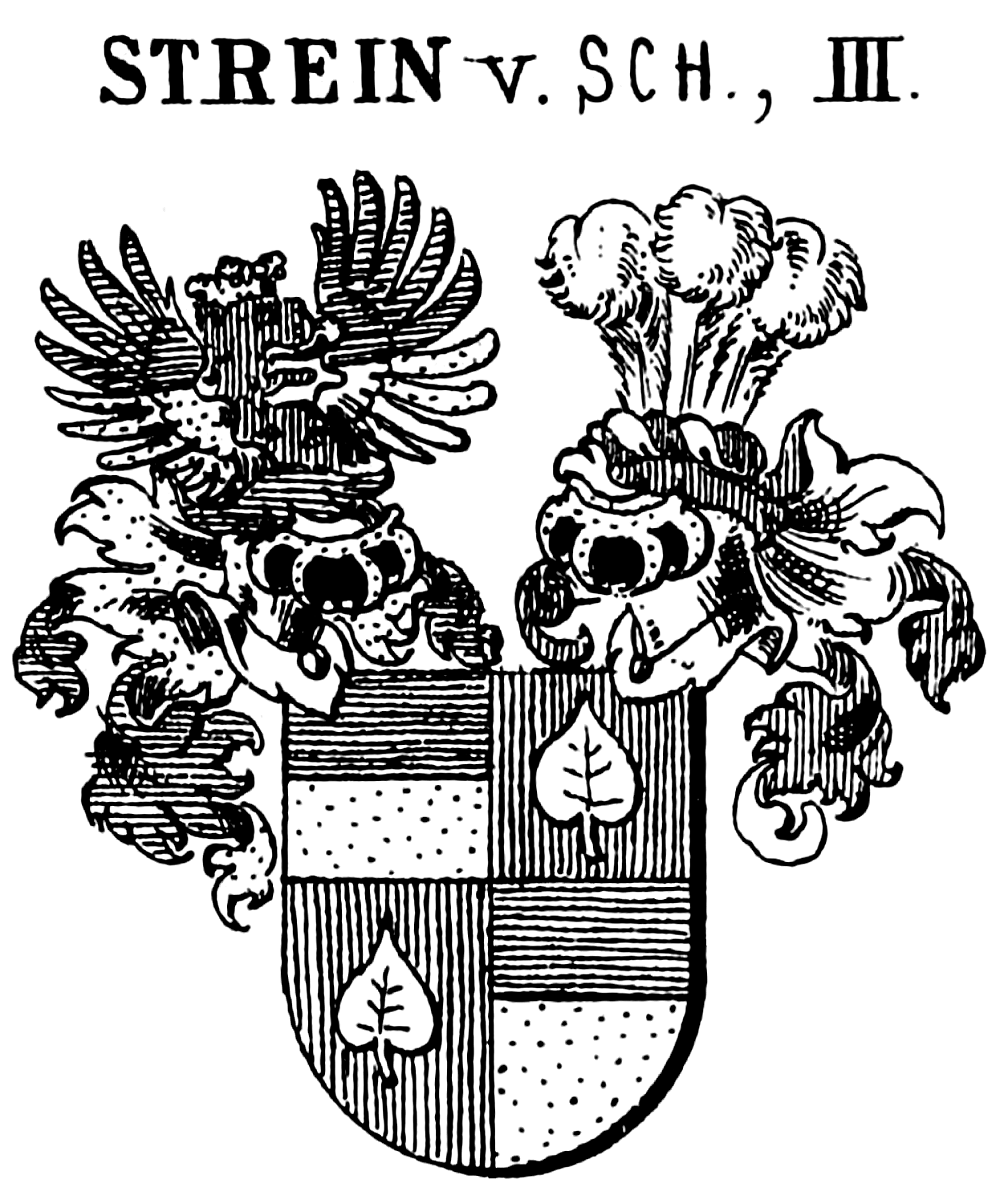
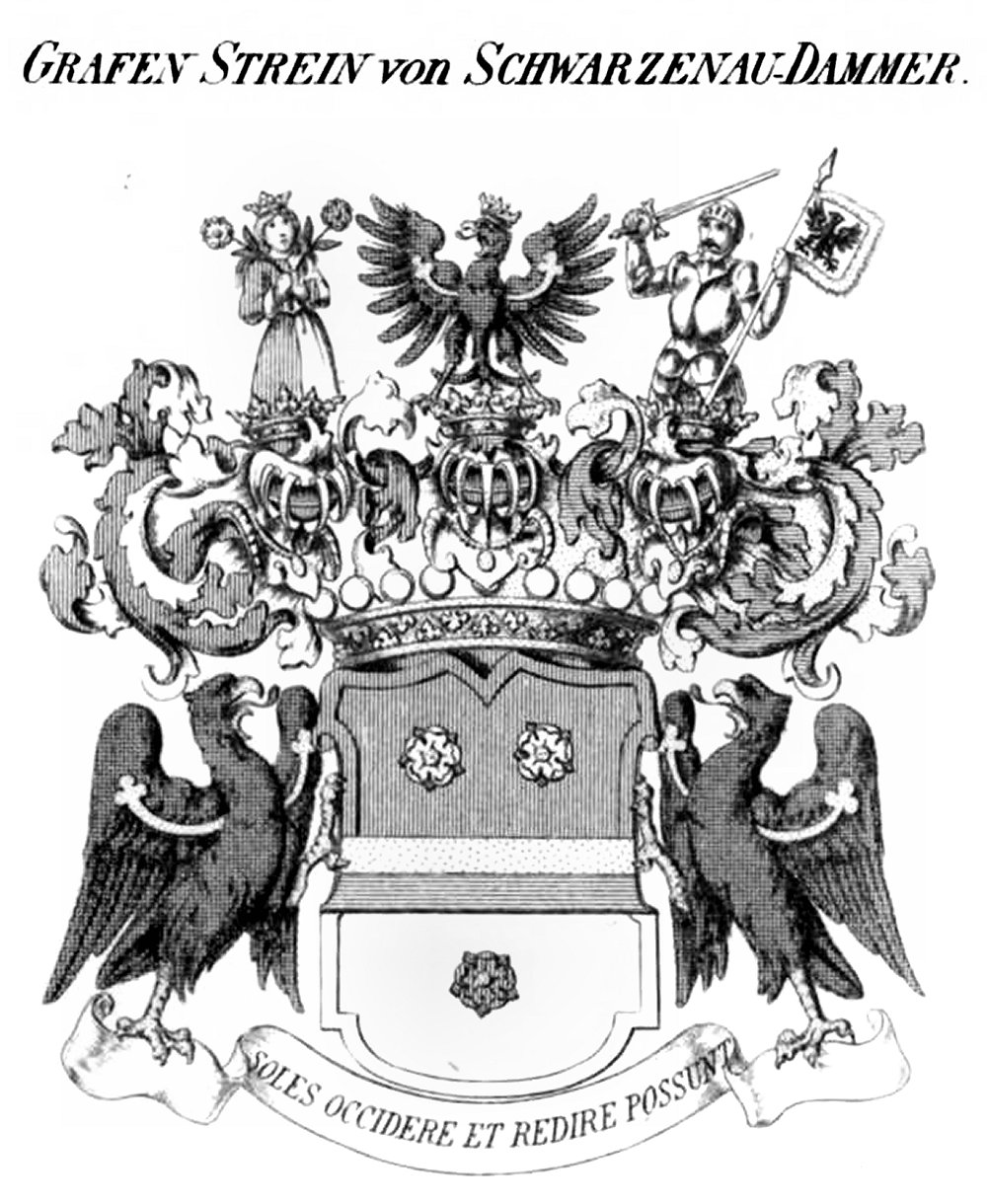
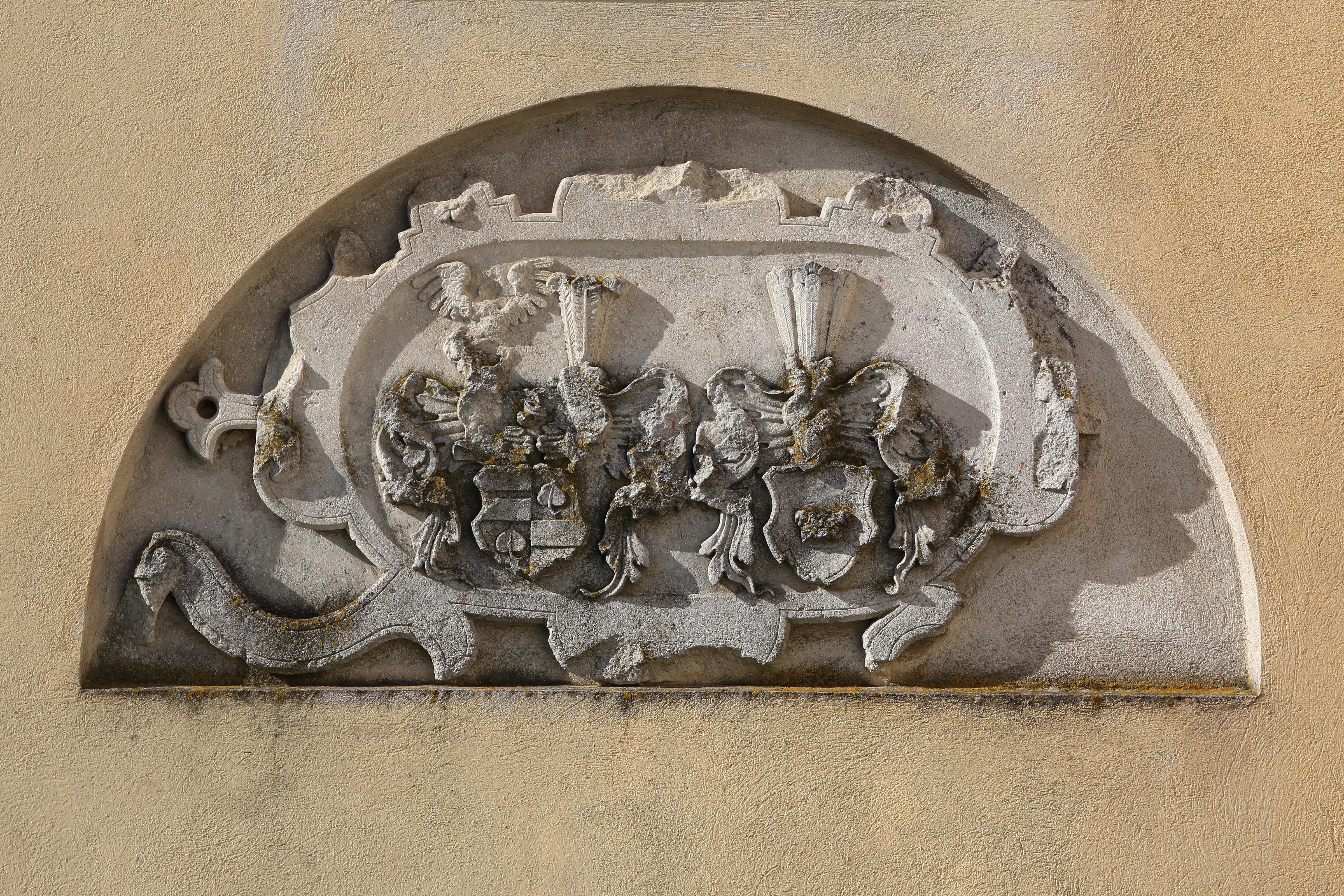
Pfarrkirche Kreuzerhöhung in Hirschbach Relief mit Allianzwappen derer von Strein (Streun) und von Scherffenberg

## Namensträger
- Reichard Streun von Schwarzenau (* 1538; † 1600 auf Schloss Freydegg bei Ferschnitz im Bezirk Amstetten): Adeliger, Historiker und Politiker in der Habsburgerzeit.
- Joachim Ludwig Streun von Schwartzenau (* 1713; † 1787): von 1740 bis Suspendierung 1756 Hessen-Darmstädtischer, ab 1766 preußischer Wirklicher Geheimer Rat, Diplomat und Minister am Immerwährenden Reichstag in Regensburg. Dort starben er und seine Ehefrau Eberhardine, geb. von der Streithorst. Sie wurden zusammen mit 7 von 13 ihrer Kinder auf dem Gesandtenfriedhof begraben. Das Grabdenkmal, ein Wandepithaph mit gut lesbarer deutscher Inschrift, ist erhalten.[7]